# Свърлижки Тимок
Свърлижки Тимок е река в Източна Сърбия, в областта Тимошко. Извира от северните склонове на Свърлижката планина, край село Шести габър. Тече в западна посока през областта Свърлиг. Минава през град Свърлиг, завива в северна посока, а при Княжевац (Гургусовец) се слива с Търговищки Тимок, за да образува Тимок. Дължината на Свърлижки Тимок е 64 километра.
1. ↑  -98027 //  GEOnet Names Server.   11 юни 2018 г.